# Румянцев Сергій Степанович
Сергій Степанович Румянцев (1906, село Овсянка Варнавинського повіту Костромської губернії, тепер Костромської області, Росія — 1969, місто Воронеж, тепер Росія) — радянський державний діяч, 1-й секретар Амурського, Омського і Великолуцького обласних комітетів ЦК КПРС. Кандидат у члени ЦК КПРС у 1952—1956 роках. Депутат Верховної Ради СРСР 2-го і 4-го скликань. Кандидат історичних наук.

## Життєпис
Народився в бідній селянській родині. Закінчив три класи сільської школи в селі Овсянці.
З травня 1924 по жовтень 1925 року — монтер, з жовтня 1925 по серпень 1926 року — поштар поштового телеграфного відділення в селі Овсянці Костромської губернії. У 1925 році вступив до комсомолу.
У серпні 1926 — травні 1929 року — курсант радпартшколи І і ІІ ступенів у місті Арзамасі.
У травні — жовтні 1929 року — пропагандист сільського партійного осередку в селі Овсянці.
У жовтні 1929 — серпні 1930 року — політпросвітінспектор Дальнєконстантинівського районного виконавчого комітету Нижньогородського округу.
Член ВКП(б) з листопада 1929 року.
У серпні 1930 — вересні 1933 року — відповідальний редактор газети «Трактор» в селі Дальнє Константиново Нижньогородського краю.
У вересні 1933 — вересні 1935 року — студент Всесоюзного комуністичного інституту журналістики у Москві, закінчив два курси. У вересні 1935 — вересні 1936 року — студент Московського інституту сходознавства імені Наріманова. У вересні 1936 — березні 1938 року — слухач історичного Інституту червоної професури в Москві.
У березні 1938 — березні 1939 року — відповідальний організатор відділу керівних партійних органів ЦК ВКП(б).
У березні 1939 — жовтні 1940 року — секретар Хабаровського крайового комітету ВКП(б) з кадрів.
17 жовтня 1940 — лютий 1942 року — 2-й секретар Хабаровського крайового комітету ВКП(б).
25 лютого 1942 — 3 грудня 1943 року — 1-й секретар Амурського обласного комітету ВКП(б).
У грудні 1943 — січні 1949 року — 1-й секретар Омського обласного комітету ВКП(б).
У січні 1949 — січні 1950 року — слухач Курсів перепідготовки 1-х секретарів обкомів при ЦК ВКП(б).
У січні 1950 — червні 1951 року — інспектор ЦК ВКП(б).
У червні 1951 — вересні 1955 року — 1-й секретар Великолуцького обласного комітету ВКП(б) (КПРС).
У 1955—1960 роках — директор Воронезької вищої партійної школи.
У 1960—1969 роках — завідувач кафедри історії КПРС і політичної економії Воронезького державного медичного інституту.
Помер у місті Воронежі не пізніше серпня 1969 року.

## Нагороди і звання
- орден Трудового Червоного Прапора
- медалі